# Кривопішин Олексій Мефодійович
Олексі́й Мефо́дійович Кривопі́шин (нар. 29 жовтня 1955, село Волинцеве, Путивльський район, Сумська область, Українська РСР, СРСР) — український господарник та політичний діяч, начальник Південно-Західної залізниці (2002—2005, та з 2006).

## Життєпис[1]
У 1971—1975 навчався в Київському технікумі залізничного транспорту (1971—1975).
У 1975—1977 — служба в армії.
У 1978 пішов працювати складачем поїздів на станції Київ-Волинський Південно-Західної залізниці.
У 1979—1980 був черговим по станції Святошин.
У 1980—1985 — станційний диспетчер, начальник добового відділу станції Київ-Пасажирський
У 1984 без відриву від роботи навчається у Харківському інституті інженерів залізничного транспорту, який закінчив у 1984 р. за спеціальністю «Управління процесами перевезень на залізничному транспорті».
У 1989 закінчив Київський державний інститут фізичної культури за спеціальністю «Фізична культура і спорт».
У 1985—1993 — заступник начальника Центрального залізничного вокзалу Києва та заступник начальника Українського Центру з обслуговування пасажирів на залізничному транспорті.
У 1993—1997 — начальник відділу надання послуг.
У 1997—2002 — заступник начальника Головного пасажирського управління, начальник Українського центру з обслуговування пасажирів на залізничному транспорті.
З 2002 — начальник Південно-Західної залізниці
У 2009 захистив дисертацію «Організаційно-економічні засади розвитку міських та приміських залізничних перевезень пасажирів» на здобуття наукового ступеня кандидата економічних наук.
У 2013 році захистив дисертацію Д 27.053.01 на здобуття наукового ступеню доктора наук

## Корупція
4 березня 2015 Уряд відсторонив Кривопішина від виконання посадових обов'язків керівника Південно-Західної залізниці із проханням порушити проти нього кримінальну справу. За словами Арсенія Яценюка, чиновник державним коштом спорудив розважальний комплекс.
Інформація про використання ресурсу залізниці у власних інтересах перевірялась фахівцями Державної фінансової інспекції України в рамках кримінального провадження під контролем та наглядом слідчих, за результатами чого будь-яких порушень з боку Кривопішина О. М. не виявлено. Рішеннями судів Шевченківського районного суду м. Києва від 16.09.2016 справа № 761/10285/15-ц; Апеляційного суду міста Києва справа № 761/10285/15-ц; Вищого спеціалізованого суду з розгляду цивільних і кримінальних справ справа № 761/10285/15-ц, провадження № 6-26123св16 вирішено поновити Кривопішина О. М. на посаді начальника ДТГО «Південно-Західна залізниця». Рішенням Голосіївського районного суду міста Києва у справі № 752/4071/16-ц, провадження № 2/752/2957/16 задоволено позов Кривопішина О. М. про захист честі, гідності та ділової репутації, стягнуто моральну шкоду за поширення недостовірної інформації засобами масової інформації (про використання ресурсу залізниці у власних інтересах)[джерело?].
Звільнення відбулось на підставі недостовірної інформації, яка не знайшла свого підтвердження в процесі перевірок державними структурами, інформація в пресі спростована судом, звільнення визнано судом неправомірним. На даний час Кривопішин О. М. не поновлений на посаді, через ліквідацію підприємства ДТГО «Південно-Західна залізниця», проведену в результаті реформування Українських залізниць.
2019 року СБУ повідомила, що Олексій Кривопішин незаконно здавав частину приміщень готелю «Експрес». Його звинуватили у розкраданні понад 50 мільйонів гривень. 2019 року колишньому посадовцю оголошено про підозру у межах кримінального провадження, розпочатого за частиною 3 статті 191 (привласнення, розтрата майна або заволодіння ним шляхом зловживання службовим становищем), статті 364 (зловживання владою або службовим становищем) та частиною 2 статті 366 (службове підроблення) Кримінального кодексу України.

## Політична діяльність
У 2006—2008 — депутат Київської міської ради, член депутатської фракції «Блок Юлії Тимошенко».
З 2010 — депутат Вінницької обласної ради від Партії регіонів, член постійної комісії з питань транспорту і зв'язку.

## Нагороди
- Повний кавалер ордена «За заслуги»[7][8]
- Орден князя Ярослава Мудрого V ступеня[9], IV ступеня[10]
- двічі почесний залізничник
- почесний працівник транспорту
- заслужений працівник транспорту
- почесні грамоти від Кабінету Міністрів України, Верховної Ради України
- звання «Почесний громадянин міста Києва».
- звання «Почесний громадянин міста Козятин».
- повний кавалер ордена Святого Рівноапостольного князя Володимира.
- срібна Георгіївська медаль «Честь, Слава, Труд» Міжнародного академічного рейтингу «Золота Фортуна».

## Родина
- Дружина — Любов Юріївна Бєлова (1957);
- Син — Георгій Кривопішин (1980);
- Дочка — Марія Кривопішина (1983).